# Jomanda
Le Jomanda sono state un gruppo musicale statunitense formato da Joanne Thomas, Cheri Williams e Renee Washington.
Il trio di artisti è proveniente dal New Jersey.

## Storia del gruppo
Molte delle loro hit, fra cui Got a Love for You, si sono piazzate al primo posto della classifica Hot Dance Club Play nel 1991. Dopo due anni di insuccesso sono tornate al top delle classifiche nel 1993 con il brano Don't You Want Me. La casa discografica che ha portato al successo le Jomanda è la Big Beat/Atlantic Records.
Nel 2003 un membro del gruppo, Joanne Thomas, è morta dopo aver avuto delle complicanze dovute a un tumore al colon.
Nel 2004 il loro singolo Make My Body Rock è stato inserito nella colonna sonora del videogioco Grand Theft Auto: San Andreas.

## Discografia

### Album in studio
- 1990 – Someone to Love Me
- 1993 – Nubia Soul